# Karel Dillen
Karel Dillen (* 16. Oktober 1925 in Antwerpen; † 27. April 2007 in Schilde-'s Gravenwezel) war ein flämischer Nationalist und belgischer Politiker.
1947 begann seine politische Karriere. 1977 gründete er die rechte Vlaams Nationale Partij, die 1978 in den Vlaams Blok überging. Dillen war langjähriger Vorsitzender des Vlaams Blok bis 1996, als Frank Vanhecke ihn ablöste.
Dillen war Mitglied des 3., 4. und 5. Europäischen Parlaments. 2003 trat er aus gesundheitlichen Gründen zurück.
Dillen übersetzte 1951 die umstrittene revisionistische Veröffentlichung Nuremberg ou la terre promise (Nürnberg oder das Gelobte Land) von Maurice Bardèche (erschienen 1948). Die Übersetzung erscheint als Neurenberg, het beloofde land.
Sein Sohn Koenraad Dillen und Tochter Marijke Dillen sind ebenfalls im Vlaams Belang aktiv.